# Hamsiköy (Maçka)

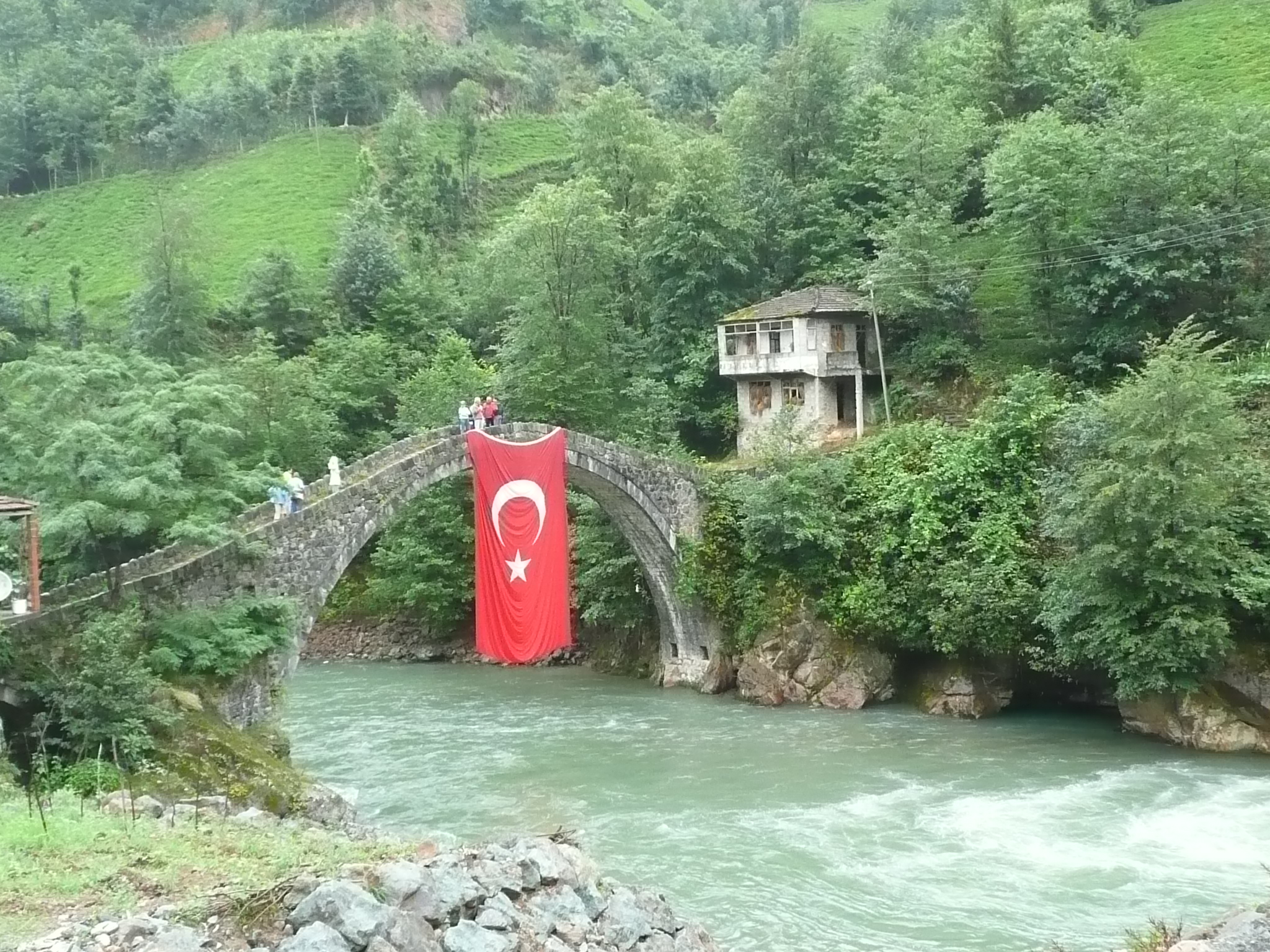
Hamsiköy - panorama

Hamsiköy és un poble turc del districte Maçka de la província de Trebisonda, Regió de la Mar Negra. Hamsiköy dista 19 km de Maçka i 48 km de Trebisonda.
La població del poble és de 320 habitants (2012). Hamsiköy és famós per realitzar per l'agost de cada any el «Hamsiköy Sütlaç Festivali» (Festival del Sütlaç de Hamsiköy). En turc Hamsi és l'aladroc i köy és poble.